# Antonio Pimentel
Antonio Pimentel, también llamado Antonio Pimentel Enríquez de Guzmán y Toledo, (Valladolid, España, ¿?-Sicilia, 28 de marzo de 1627) fue un noble español. IV marqués de Távara. Fue virrey de Valencia entre 1618 y 1622, y de Sicilia entre 1626 y 1627. Era hijo de Enrique Bernardino Pimentel y Enríquez, III marqués de Távara, señor de Villafáfila y caballero de la Orden de Alcántara, y de su esposa Juana de Toledo y Colonna, hermana de Pedro de Toledo Osorio, V marqués de Villafranca del Bierzo.
Fue comendador primero de la encomienda de la Puebla y a partir de 1613 de la de Belvís de la Sierra  en la Orden de Alcántara, gentilhombre de Cámara del rey Felipe III de España y miembro del Consejo de las Órdenes.

## Matrimonio y descendencia
Caso con Isabel de Moscoso y Sandoval, hija de Lope de Moscoso Osorio, V conde de Altamira, y de su esposa Leonor de Sandoval y Rojas. De ese matrimonio nacerían seis hijos:
- Enrique Enríquez Pimentel (Madrid, c. 1600-Madrid 29 de junio de 1663), I conde de Villada, V marqués de Távara, virrey de Navarra y de Aragón.[2]
- Juana Pimentel y Moscoso (m. 11 de septiembre de 1657). En 1635 contrajo matrimonio con su tío, Francisco Álvares Pereira de Melo (Villalba del Alentejo, Portugal, 4 de agosto de 1588-18 de marzo de 1645), III marqués de Ferreira, sucediendo a su abuelo, y IV conde de Tentúgal, sucediendo a su padre.[5] Francisco Álvares Pereira de Melo, que anteriormente había casado con María de Moscoso y Sandoval de quien no hubo descendencia, era hijo de Nuno Álvares Pereira de Melo, III conde de Tentúgal —hijo de Francisco de Melo y de Eugenia de Braganza—,[6][7] de Mariana de Moscoso Osorio y Castro, hermana de Lope de Moscoso Osorio, V conde de Altamira, abuelo materno de Juana.[5] Fueron los padres de Nuno Álvares Pereira de Melo.[8]
- Lope Pimentel y Moscoso
- Vicente Pimentel y Moscoso
- Leonor Mencía Pimentel y Moscoso (1613-1685), casada con Francesco IV Caetani, VIII duque de Sermoneta
- Bernardino Pimentel y Moscoso